# O Guarani (1996)
O Guarani é uma das muitas versões cinematográficas do romance homônimo de José de Alencar, lançado em 1996.
A trilha sonora é de Wagner Tiso, com música incidental Il Guarany, de Carlos Gomes.

## Elenco
- Márcio Garcia - Peri
- Tatiana Issa  Ceci
- Glória Pires - Isabel
- Herson Capri - Dom Antônio de Mariz
- José de Abreu - Loredano
- Marco Ricca - Álvaro
- Imara Reis - Laureana
- Cláudio Mamberti - Mestre Nunes
- Tonico Pereira - Aires